# Fergusonia
Fergusonia é um género botânico pertencente à família Rubiaceae.

## Espécies
- Fergusonia zeylanica